# Liste der Biografien/Peterk
Liste der Biografien |
Portal Biografien |
Personensuche
# |
A |
B |
C |
D |
E |
F |
G |
H |
I |
J |
K |
L |
M |
N |
O |
P |
Q |
R |
S |
T |
U |
V |
W |
X |
Y |
Z |
?
 
Pa |
Pc |
Pe |
Pf |
Ph |
Pi |
Pj |
Pk |
Pl |
Pm |
Pn |
Po |
Pr |
Ps |
Pt |
Pu |
Pv |
Pw |
Py
 
Pea |
Peb |
Pec |
Ped |
Pee |
Pef |
Peg |
Peh |
Pei |
Pej |
Pek |
Pel |
Pem |
Pen |
Peo |
Pep |
Peq |
Per |
Pes |
Pet |
Peu |
Pev |
Pew |
Pex |
Pey |
Pez
 
Peta |
Petc |
Pete |
Peth |
Peti |
Petj |
Petk |
Petl |
Petm |
Peto |
Petr |
Pets |
Pett |
Petu |
Petw |
Pety |
Petz
 
Petea |
Petec |
Petei |
Petek |
Petel |
Peten |
Peter |
Petes
 
Peter, A |
Peter, B |
Peter, C |
Peter, D |
Peter, E |
Peter, F |
Peter, G |
Peter, H |
Peter, I |
Peter, J |
Peter, K |
Peter, L |
Peter, M |
Peter, N |
Peter, O |
Peter, P |
Peter, R |
Peter, S |
Peter, T |
Peter, U |
Peter, V |
Peter, W |
Peter, Y |
Peter, Z |
Petera |
Peterb |
Peterd |
Petere |
Peterf |
Peterh |
Peteri |
Peterk |
Peterl |
Peterm |
Petern |
Peters |
Petery |
Peterz
Die Liste der Biografien führt alle Personen auf, die in der deutschsprachigen Wikipedia einen Artikel haben. Dieses ist eine Teilliste mit 16 Einträgen von Personen, deren Namen mit den Buchstaben „Peterk“ beginnt.

## Peterk

### Peterka
- Peterka, Anni (1913–2002), deutsche Tänzerin, Ballettchefin und Choreographin
- Peterka, Christian (* 1962), österreichischer Politiker (SPÖ), Landtagsabgeordneter, Bezirksrat
- Peterka, David (* 2006), tschechischer Bahnradsportler
- Peterka, František (1922–2016), tschechischer Schauspieler
- Peterka, Hubert (1908–1976), österreichischer Bergsteiger und Führerautor
- Peterka, John-Jason (* 2002), deutscher EishockeyspielerJohn-Jason Peterka (* 2002)

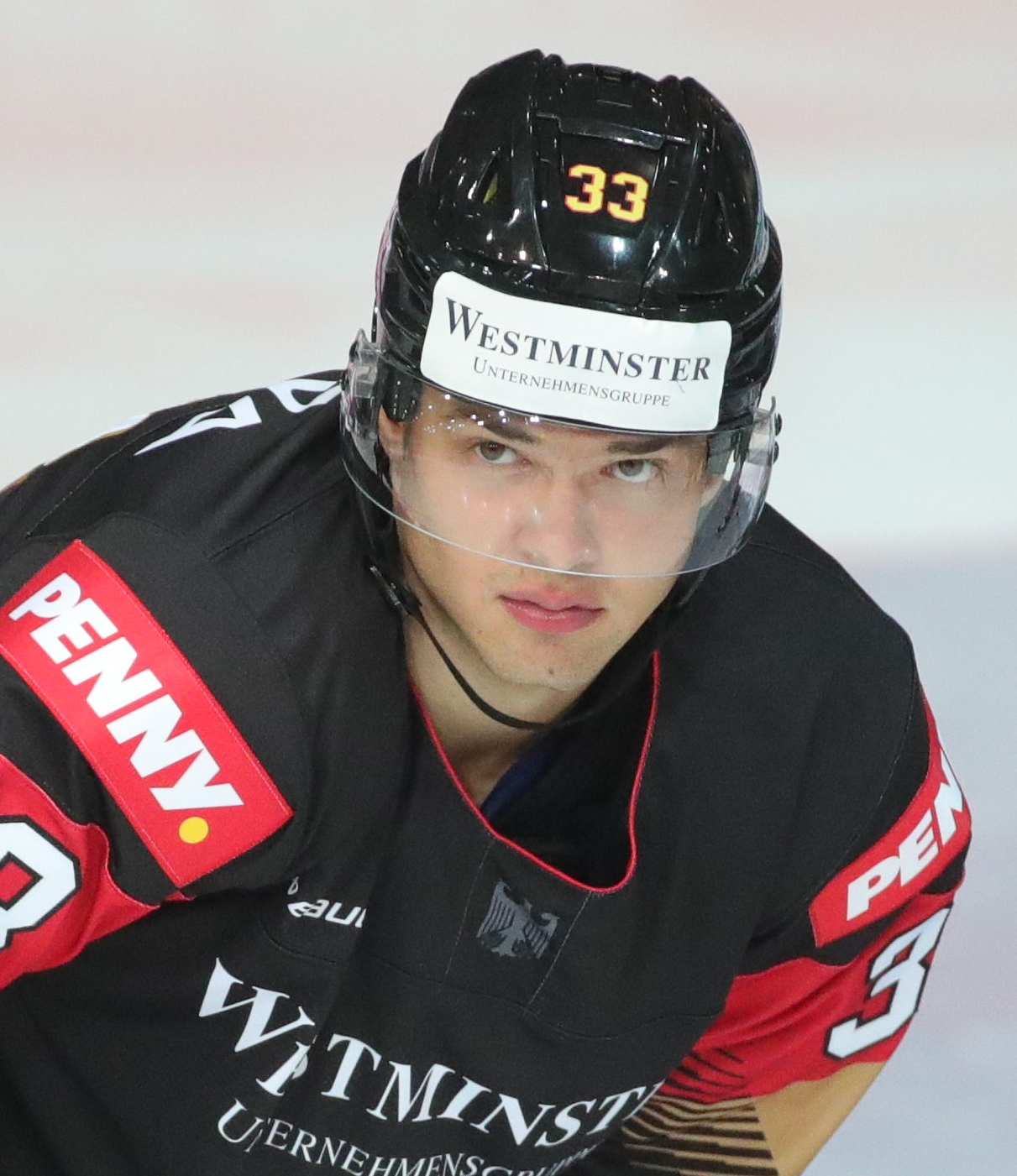
John-Jason Peterka (* 2002)

- Peterka, Josef (* 1944), tschechischer Schriftsteller und Literaturtheoretiker
- Peterka, Karl (* 1941), österreichischer Radrennfahrer
- Peterka, Otto (1876–1945), böhmischer Rechtshistoriker und Rektor der Deutschen Universität Prag
- Peterka, Primož (* 1979), slowenischer Skispringer
- Peterka, Tobias Matthias (* 1982), deutscher Politiker (AfD), MdB
- Peterka, Uroš (1981–2021), slowenischer Skispringer

### Peterke
- Peterke, Rudolf (* 1945), deutscher Politiker (CSU), MdL

### Peterki
- Peterkin, Julia (1880–1961), US-amerikanische Schriftstellerin und Pulitzer-Preisträgerin
- Peterkin, Richard (* 1948), lucianischer Sportfunktionär

### Peterko
- Peterková, Alena (* 1960), tschechische Langstreckenläuferin